# ムラサキノジコ
ムラサキノジコ (Passerina versicolor)は、スズメ目フウキンチョウ科の鳥類。

## 分布
北アメリカ